# Ad de Bont
Ad de Bont (Amsterdam, 9 mei 1949) is een Nederlandse toneelschrijver en -regisseur.
Hij studeerde aan de Pedagogische Academie, volgde een opleiding als dramadocent en volgde daarna, van 1972 tot 1975, een opleiding aan de Academie voor Kleinkunst in Amsterdam. Van 1974 tot en met 1977 was hij lid van cabaretgroep Vangrail, die onder andere Cameretten ’74 won.
Van 1982 tot 1987 vormde hij samen met regisseur Allan Zipson de artistieke leiding van jeugdtheatergroep Wederzijds. Na deze periode is Ad de Bont artistiek leider van deze jeugdtheatergroep. Ad de Bont heeft er vele jeugdtheaterteksten geschreven, bewerkt en geregisseerd. Ook voor groepen en instellingen als Het Vervolg, Theatergroep Mevrouw Smit, De Trust, B&D, Het Paleis in Antwerpen, de NCRV en Press Now schreef hij toneelteksten. Bij Het Vervolg, Fact, Speeltheater Holland, KJT Antwerpen, Schauburg München en het Paleis in Antwerpen verzorgde hij regies. 
Veel van zijn stukken zijn vertaald. Naast de vier grote Europese talen, ook in de Scandinavische talen, het Hongaars, Portugees en Italiaans. 
Ad de Bont werd onderscheiden met de Hans Snoekprijs, de First International Ostakino Prize in Moskou (1994), de VKV-prijs (1998), de Deutsche Kindertheater Preis (1998), laureaat du MPE als beste buitenlandse productie in Canada (2004), de Edmond Hustinxprijs voor toneelschrijvers (2004) en de Taalunie Toneelschrijfprijs (2012 - voor Mehmet, de veroveraar).
Sinds 2009 is Ad de Bont samen met Liesbeth Coltof, artistiek leider van De Toneelmakerij.
- Bibsys: 90900053
- Bibliothèque nationale de France: cb14675608t (data)
- Gemeinsame Normdatei: 132649497
- International Standard Name Identifier: 0000 0000 0199 1994
- Library of Congress Control Number: no2013008106
- Nationale Bibliotheek van Tsjechië: xx0259342
- Nationale Bibliotheek van Israël: 987007298190005171
- Nederlandse Thesaurus van Auteursnamen: 100808875
- Système universitaire de documentation: 169375854
- Virtual International Authority File: 42103007
- WorldCat: E39PBJwtmcB8KVTRB6784Yk7HC